# Isole del Tesoro
Le Isole del Tesoro (in inglese Treasury Islands) sono un arcipelago dell'Oceania, geograficamente e politicamente parte delle Isole Salomone.
Situato pochi chilometri a sud della grande isola di Bougainville, l'arcipelago si compone di due isole principali: Mono, la più grande e di forma tondeggiante, situata a nord e Stirling, di forma più allungata, situata a sud; le due isole sono separate da un profondo braccio di mare chiamato Blanche Harbor, all'interno del quale sorgono alcuni isolotti minori. Il centro principale dell'arcipelago è il villaggio di Falamai su Mono; amministrativamente l'arcipelago è parte della Provincia Occidentale delle Salomone.

## Storia
Le isole furono scoperte e mappate per la prima volta dal tenente della Royal Navy John Shortland nel 1788. Nel 1886 le isole furono annesse dalla Germania come parte della Nuova Guinea tedesca, salvo l'isola di Mono che fu rivendicata dal Regno Unito; dal 1899 l'arcipelago fu incluso del protettorato delle Isole Salomone britanniche.
Nel 1942, nel corso della seconda guerra mondiale, le Isole del Tesoro furono occupate dai giapponesi, che vi stabilirono alcune guarnigioni. Nell'ottobre 1943 forze statunitensi e neozelandesi riconquistarono l'arcipelago al termine di una breve battaglia; in seguito, i genieri statunitensi realizzarono sull'isola di Stirling una base per motosiluranti e una pista d'aviazione, entrambe abbandonate al termine della guerra.